# 富田町 (三重県)
富田町（とみだちょう）は、かつて三重県三重郡にあった町である。1941年（昭和16年）2月11日に四日市市に編入され廃止された。現在は同市の富田地区となっている。本項では同町の町制前の名称である朝明郡・三重郡富田村（とみだむら）についても述べる。

## 歴史

### 古代期
- 富田地区は奈良時代から平安時代までは富田の荘と呼ばれていた。朝明川の河口から十四川の河口に至る伊勢湾沿いが豊富な耕地であり、日本武尊が三重郡の土地で倒れた時に、白鳥に変化した故事を由来とする鳥出神社が奉納されて、鳥出がなまり富田となった説がある。
- 古代は朝明郡豊田郷に所属していた。

### 中世期
- 平安時代の末期に1184年（寿永3年）に伊勢平氏の一族の富田進士三郎家資が富田地区に富田館と云う城を構えた。
- 1187年（文治3年）には、富田六郷の東富田村・西富田村・富田一色村・天ヶ須賀村・松原村・蒔田村が源頼朝の家臣の工藤幸経の領土となる。
- 1204年（元久元年）に三日平氏の乱で富田館が落城する。
- 1394年（応永年間）に平貞冬（朝倉為盛）が茂福城を築城する。

### 近世期
- 茂福城を舞台に1560年（永禄３年）に茂福合戦を繰り広げるなど戦乱が続いたが、1571年（元亀2年）3代目朝倉為豊が、滝川一益に黙殺されて、茂福城は2,000余騎の織田軍の兵隊に攻略されて、城内にいた家臣380人余りはほとんど討死した。
- 1446年（文安3年）に信濃国松本村から移住した新羅三郎源義光の子孫の南部修理大夫頼村が富田城を築いた。1568年（永禄11年）織田信長の伊勢侵攻で、滅ぼされるまで、5代122年間にわたり南部氏が富田地域を統治していた。
- 東富田村から富田一色港までの塩役運河などの水運業が発達して、江戸時代は桑名藩領の富田六郷（東富田村・西富田村・富田一色村・天ヶ須賀村・松原村・蒔田村）として桑名宿と四日市宿の中間に位置している間の宿から立場と呼ばれて、旅籠や茶店が軒を並べて、名物は富田の焼き蛤であった。
- 1794年（寛政6年）に伊藤勘作が漁網を製造する製網業を開始する（網勘製網を経て現在のアミカン）。四日市北部冨田地区の農業が発達する。

### 近代期
- 幕末の時点では朝明郡東富田村・茂福村・北村であった。「旧高旧領取調帳」の記載によると桑名藩領。
- 慶応4年1月22日（1868年2月15日） - 戊辰戦争により桑名城が開城し、桑名藩領が名古屋藩取締地となる。
- 明治2年8月10日（1869年9月15日） - 桑名藩が減封のうえ再興。3村が再び桑名藩領となる。
- 明治4年7月14日（1871年8月29日） - 廃藩置県により、3村が桑名県の管轄となる。
- 明治4年11月22日（1872年1月2日） - 第1次府県統合により、3村が安濃津県の管轄となる。
- 明治5年3月17日（1872年4月24日） - 安濃津県が改称して三重県となる。
- 1874年（明治7年） - 現在の四日市市立富田小学校の富田学校が創立。
- 1887年（明治20年） - 北村が茂福村に合併。
- 1889年（明治22年）4月1日 - 町村制の施行により、東富田村（現・富田高地区、富田浜地区）・茂福村（現・茂福地区）の区域をもって富田村が発足。
- 1896年（明治29年）4月1日 - 所属郡が三重郡に変更。
- 1889年（明治32年） - 三重県第2中学校（現在の三重県立四日市高等学校）が開校。関西鉄道富田駅が設置。
- 1906年（明治39年） - 網勘製網の漁網工場が大字茂福に設立。
- 1912年（大正元年）11月10日 - 富田村が町制施行して富田町となる。
- 1926年（大正15年） - 三重県警察富田警察署（現在の四日市北警察署）が設置。富田幼稚園が設立。
- 1928年（昭和3年） - 伊勢電気鉄道西富田駅（現在の近鉄富田駅）が設置。
- 1931年（昭和6年） - 富田一色出身の三重郡富洲原町の町会議会議員の伊藤平治郎などの尽力で三岐鉄道が建設されて国鉄富田駅・東藤原駅間が開通。
- 1941年（昭和16年）2月11日（紀元節） - 三重郡富田町が大四日市構想の下に四日市市に編入。同日富田町廃止。四日市市富田地区となる。

### 戦後期
- 1948年（昭和23年）に市立富田浜保養所が開設される。
- 1956年（昭和31年）に富田地区のガス供給工事が完成する。
- 1959年（昭和34年）に伊勢湾台風が襲来する。
- 富田小学校で集団赤痢が発生する。
- 1971年（昭和46年）と1976年（昭和51年）に台風や集中豪雨での水害の被害があった[1]。